# Carlton F. Stewart
Carlton F. Stewart ist ein US-amerikanischer Astronom und Asteroidenentdecker.
Er studierte Astronomie an der Stephen F. Austin State University in Texas und erwarb sein Diplom mit einer Arbeit über The Photometry and Astrometry of Minor Planets.
Zusammen mit seinem Professor W. Dan Bruton entdeckte er am 13. August 1999 den Asteroiden (36037) Linenschmidt.